# Neoregelia magdalenae
Neoregelia magdalenae är en gräsväxtart som beskrevs av Lyman Bradford Smith och Raulino Reitz. Neoregelia magdalenae ingår i släktet Neoregelia och familjen Bromeliaceae.

## Underarter
Arten delas in i följande underarter:
- N. m. magdalenae
- N. m. teresae

## Bildgalleri

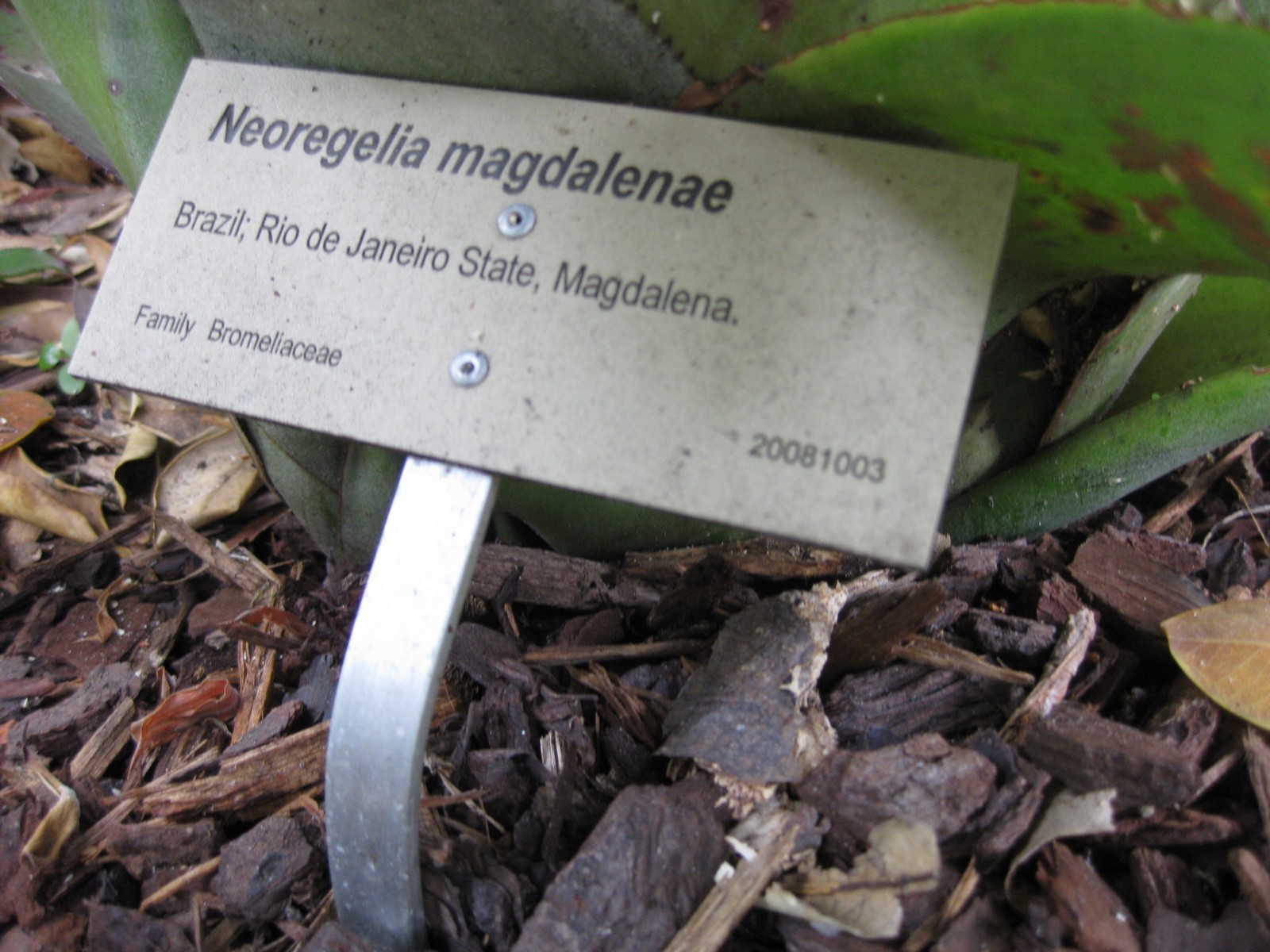